# Karel Rogierplein
Het Karel Rogierplein (Frans: Place Charles Rogier), vaak afgekort tot Rogierplein (Frans: Place Rogier), is een plein in de Brusselse gemeente Sint-Joost-ten-Node. Het plein ligt aan de Kleine Ring van de Belgische hoofdstad en vormt de kruising van de Kruidtuinlaan, de Nieuwstraat, de Brabantstraat, de Adolphe Maxlaan en de Vooruitgangsstraat. Het naar Charles Rogier genoemde plein bevindt zich op de overgang tussen de historische binnenstad (de Vijfhoek) en de kantorenwijk Noordruimte, een exponent van het moderne Brussel.
Het Karel Rogierplein wordt gedomineerd door hedendaagse hoogbouw, waarin kantoren, hotels en winkelcentra onderdak vinden. Het plein is dan ook een belangrijke commercieel centrum. Aan de noordkant van het Karel Rogierplein staat de Rogiertoren, het op twee na hoogste gebouw van België. Onder het plein ligt het metrostation Rogier, waar de ringlijnen 2 en 6 en de noord-zuidas van de premetro elkaar kruisen.
Tot 1952 bevond zich aan het Karel Rogierplein het Brusselse Noordstation. Het kopstation werd in verband met de ingebruikname van de Noord-Zuidverbinding vervangen door een nieuw, verder naar het noorden gelegen stationscomplex. In 1955 werd het oude stationsgebouw afgebroken. Van 1 mei 1891 tot 31 juli 1978 hadden de buurtspoorwegen op dit plein een van de belangrijkste Brusselse eindpunten. Het was vanaf 11 oktober 1957 ingericht met een keerlus langs de Georges Matheusstraat en de Theaterstraat (nu Albert II-laan).
Het grootste deel van het plein werd 2013-2015 opnieuw aangelegd, waarbij ook enkele toegangen tot het metrostation opengewerkt en vernieuwd werden. Boven het station is een grote parasolvormige lichtdoorlatende luifel gekomen naar plannen van Xaveer De Geyter. De constructie weegt 200 ton en heeft een diameter van 64 meter.

## Galerij

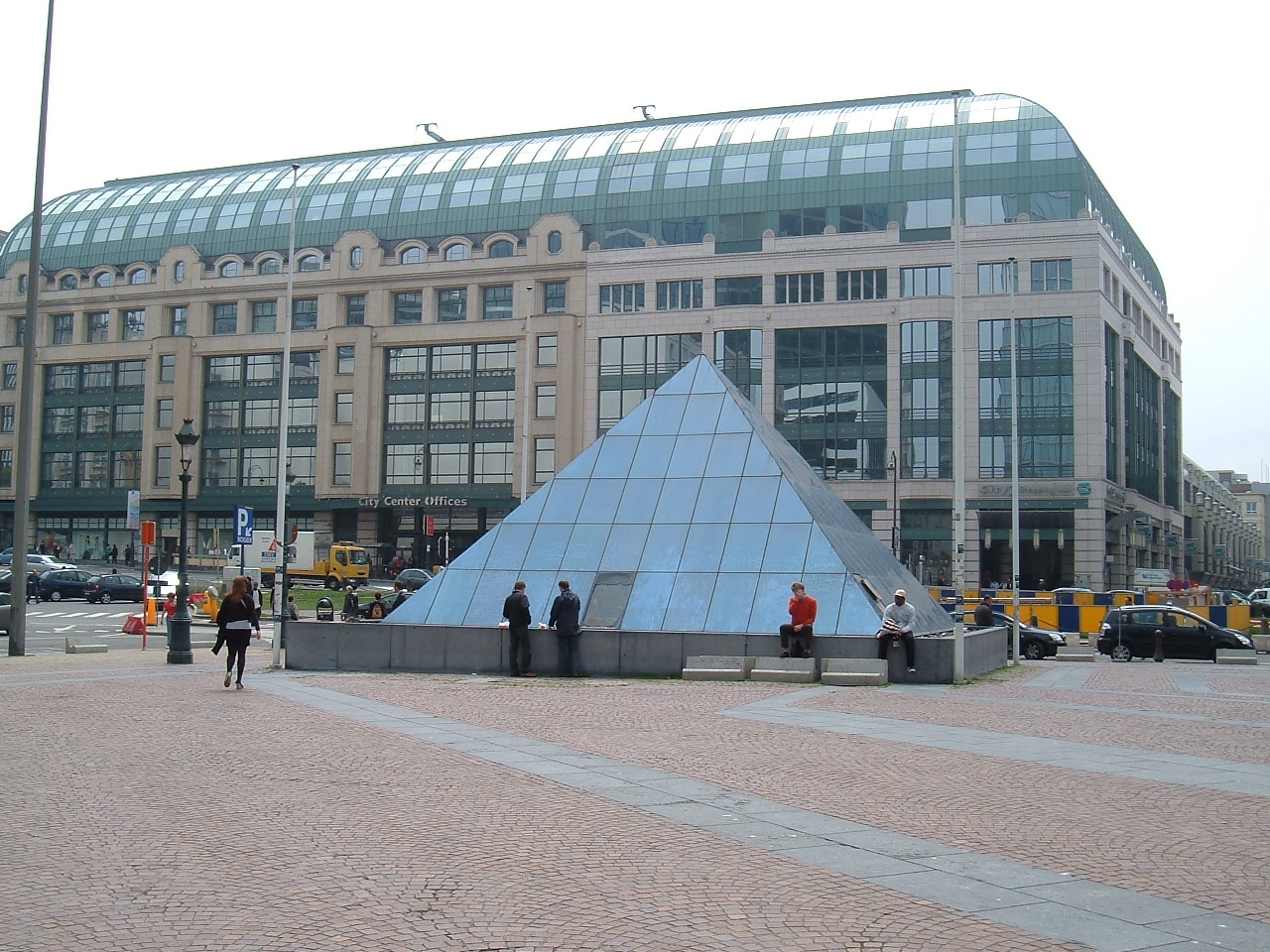
Karel Rogierplein in 2007 gezien richting Nieuwstraat en winkelcentrum City 2
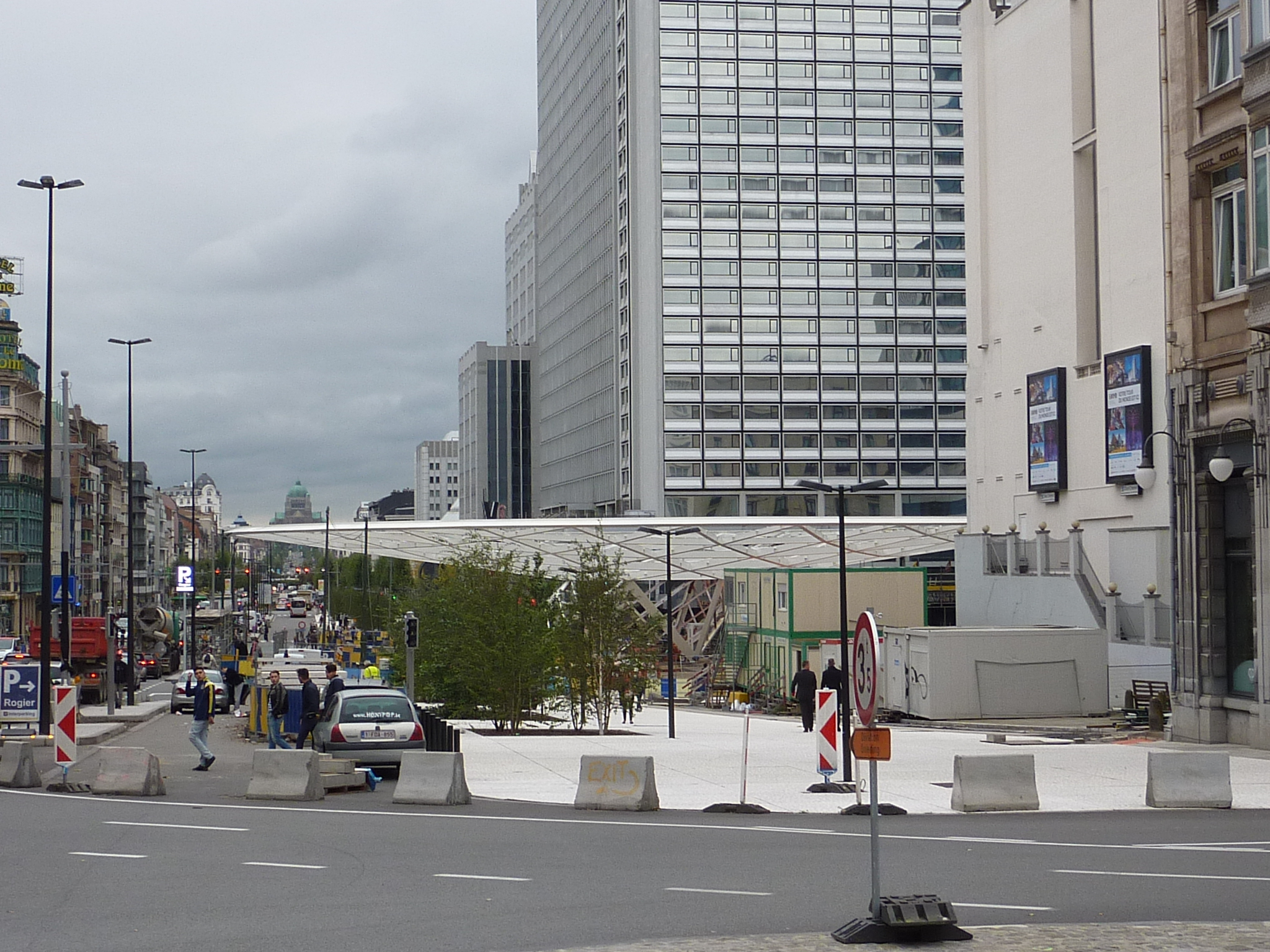
Luifel Rogier in aanbouw september 2015
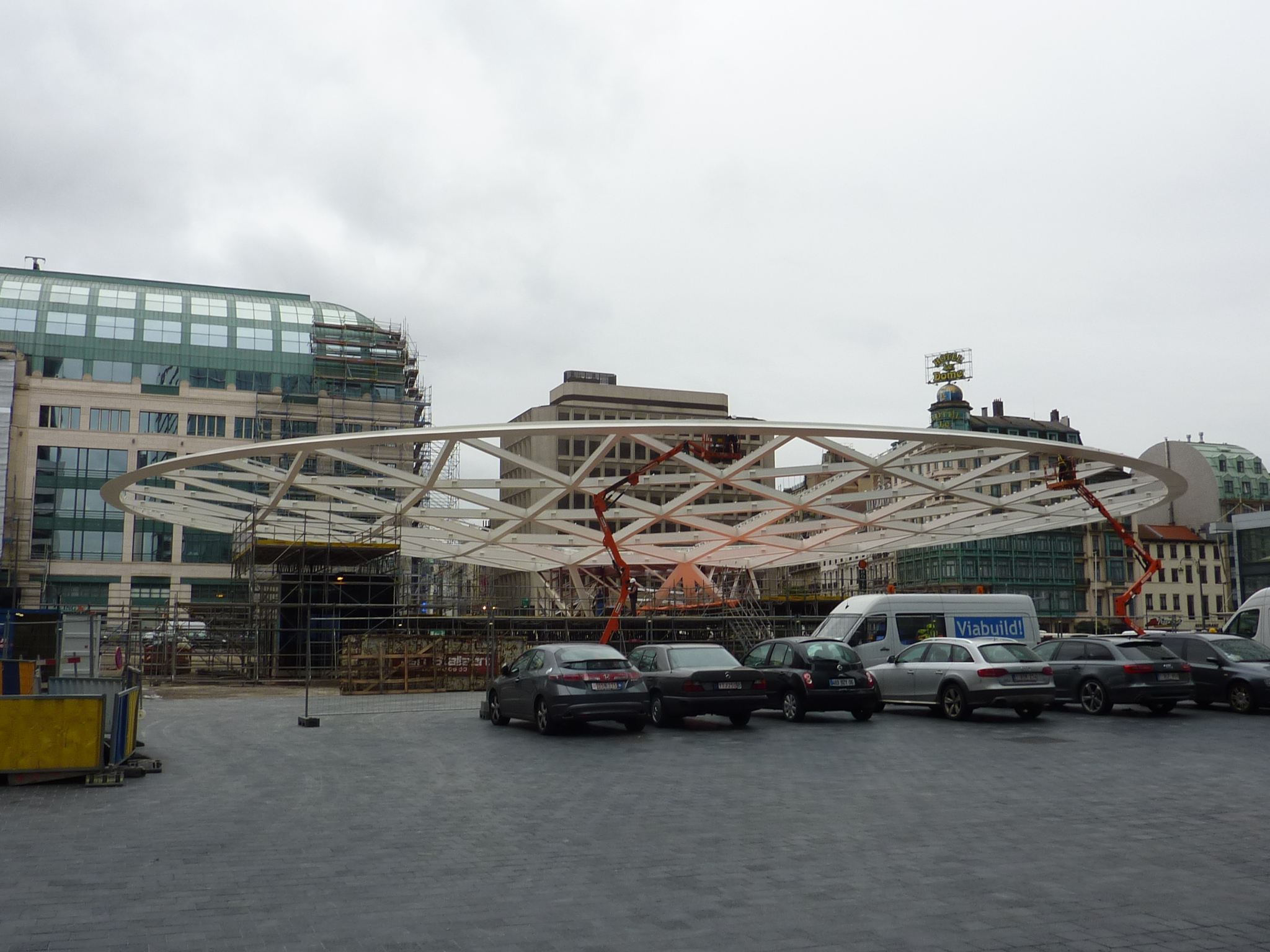
Luifel Rogier in aanbouw september 2015
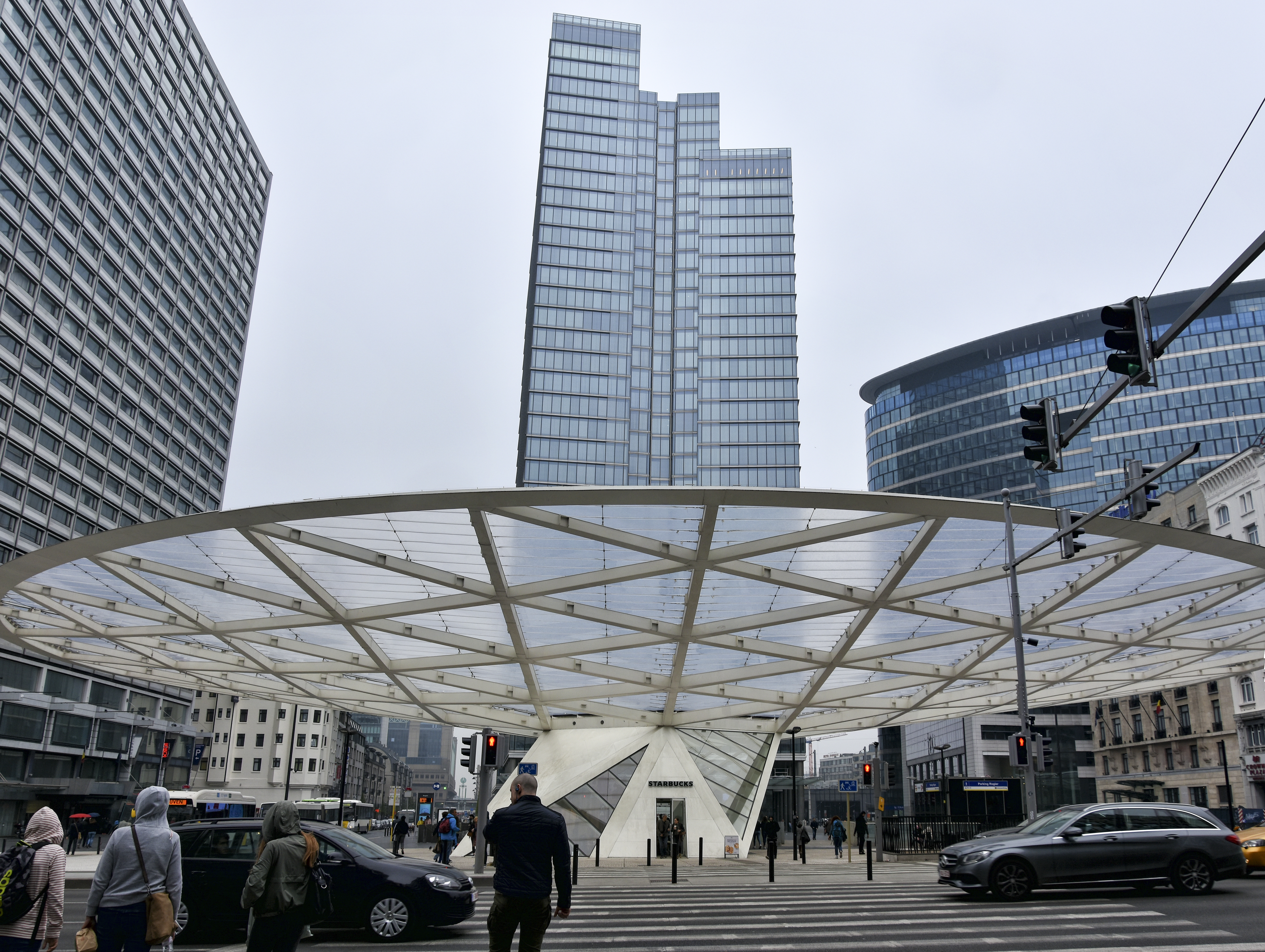
Luifel Rogier april 2018
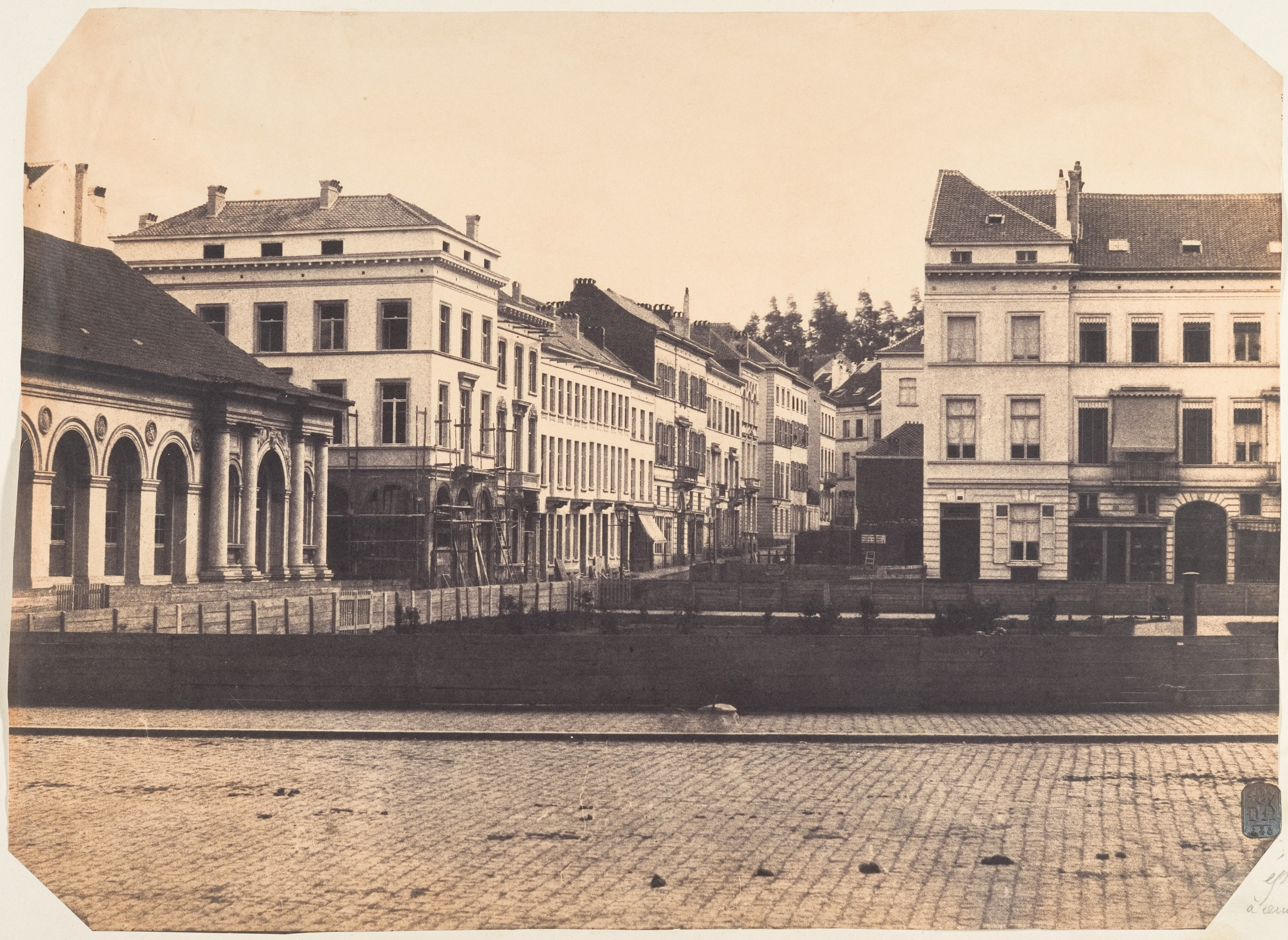
Het plein in aanbouw, met het eerste Noordstation onder voorlopig dak